# قبر النبي صموئيل

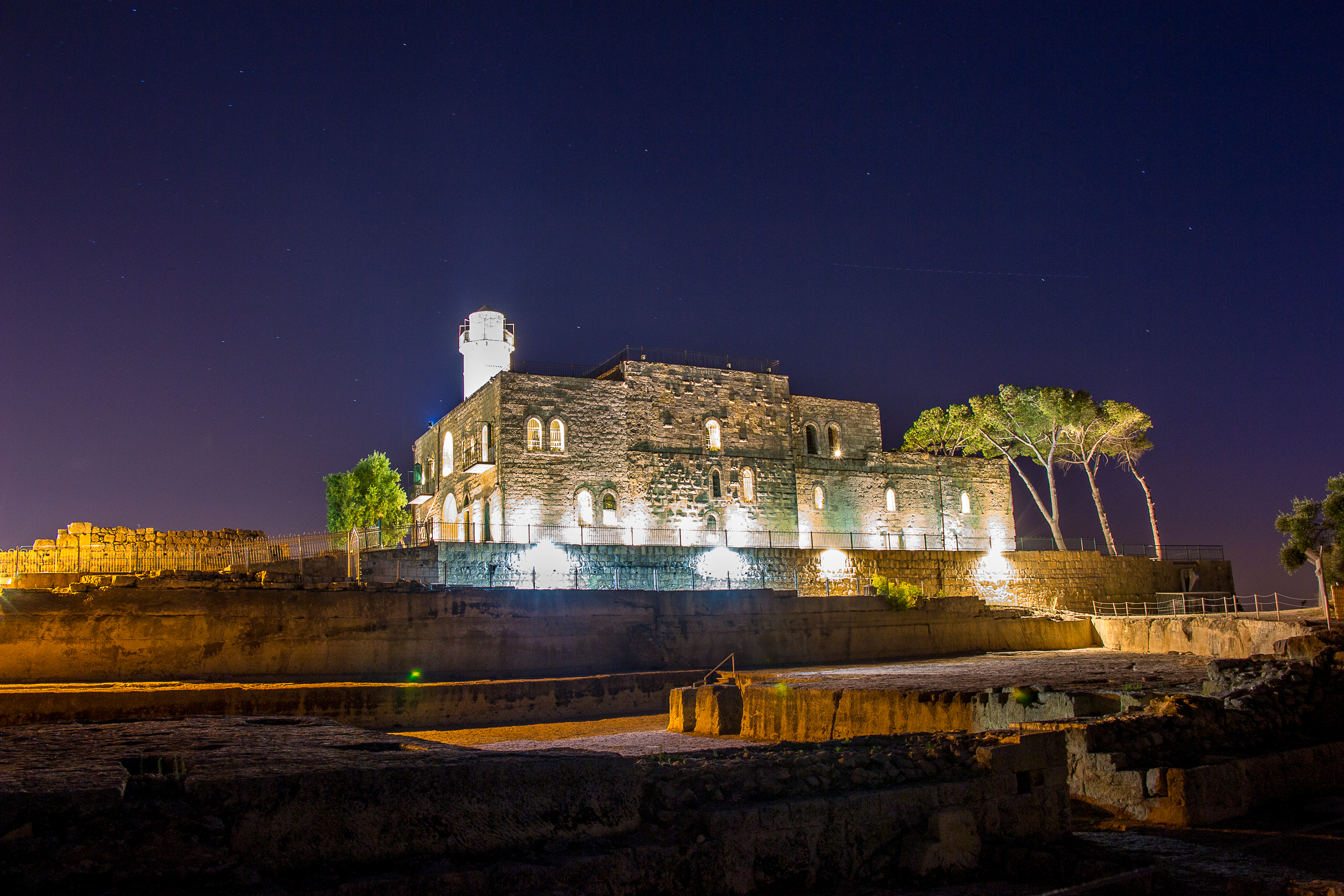
مسجد النبي صموئيل ليلاً.

قبر النبي صموئيل (بالعبرية: קבר שמואל הנביא‏) نقحرة: Kever Shmuel ha-Nevi. هو الموقع المعرف عنه تقليدياً كموقع الدفن للنبي صموئيل، المذكور في الكتب المقدسة العبرية و‌الإسلامية، يقع الموقع فوق تلة شديدة الانحدار على ارتفاع يبلغ 908 متر فوق مستوى سطح البحر. الموقع موجود في قرية النبي صموئيل الفلسطينية في الضفة الغربية، على بعد 1.3 كيلومتر شمال حي راموت بالقدس. يوجد في الموقع مبنى يحتوي على مسجد بني في القرن الثامن عشر وقد كان في السابق كنيسة. يقع القبر نفسه في غرفة تحت الأرض (سرداب) حيث يوجد كنيس صغير. يذكر موقع وزارة السياحة الإسرائيلية «مع مرور الوقت، كل مسافر يهودي قديم قام بذكر المكان وكنيسة».
يقع الموقع حالياً في منطقة التماس، وقد تم ضمها فعلياً في مقاطعة الجدار الإسرائيلي في الضفة الغربية مع مستوطنة جفعات زئيف الإسرائيلية.

## الحفريات الأثرية
قام إسحاق ماغن بعمليات تنقيب أثرية من 1992-2003. على المنحدر الجنوبي الشرقي يتواجد مستوطنة حضرية مساحتها 4 أكر (16,000 م2)، يعود تاريخها إلى القرنين الثامن والسابع قبل الميلاد، وبقايا آثار يعتقد ماجن أنها مزبا بنيامين من سفر صموئيل الأول. على النقيض من ذلك، استنتج جيفري زورن أنه لا توجد بقايا في الموقع، من الفترة التي تم ذكر فيها روايات صموئيل، وبالتالي لا يمكن أن تكون موقع مدينة. وقد تم انتقاد استنتاجات ماجن نفسها على أنها محاولة لتمديد الأدلة إلى أبعد من الآثار الواضحة، والتي يلمح إليها بنفسه:
لم نجد أي بقايا أثرية تعود لفترة القضاة التوراتية... لا هيكل أو مبنى واحد أو حتى جدار قائم من هذه الفترة. بناءاً على هذا الأساس، قد يكون من المرجح الإستنتاج أن الموقع كان غير مأهول في هذا الوقت...
ومع ذلك، إذا كان موقع مزبا بنيامين هو تل النصبة على طريق نابلس، لم يكن إسماعيل، الذي اغتال جدليا، ليهرب إلى عمونيون عبر جبعون التي تقع غرباً بالقرب من قرية النبي صموئيل المطلة على القدس. علاوة على ذلك، قام يهوذا المكابي، الذي كان يستعد للحرب مع السوريين، بجمع رجاله «إلى مزبا، مقابل القدس: لأنه في مزبا كان مكان للصلاة، حتى الآن، في إسرائيل».
قام البيزنطيون ببناء دير كبير لم يبق منه سوى البقايا القليلة. لا يوجد دليل واضح الذي يدل على أن المكان كان يُعتبر قبر صموئيل، أو على أنه كان فعليا مكاناً ذا أهمية دينية، قبل فترات العصور البيزنطية. يجادل ماجن بأن بناة الدير لم يعتقدوا أنهم كانوا يبنون فوق قبر صموئيل، بل فقط إعتقدوا بأن بنائهم هو عبارة عن نصب تذكاري فقط. يقول كاتب القرن الخامس جيروم، على سبيل المثال، بأنه تم نقل بقايا صموئيل إلى خلقدون، بناء على أوامر من الإمبراطور آركاديوس؛ حيث كان ذلك قبل قرن من بناء الدير البيزنطي.
حدد كاتب مسيحي من القرن السادس، أن هذا الموقع هو موقع دفن النبي صموئيل. على الرغم من أنه بحسب الكتاب المقدس، فقد دفن النبي في مسقط رأسه، الرامة، إلى الشرق من التل الذي يقع بالقرب من الجبع. زار المسافر اليهودي بنيامين التطيلي الموقع في القرن الثاني عشر عندما سافر عبر هذه الأراضي في عام 1173، وقد كتب أن الصليبيين وجدوا عظام صموئيل في مقبرة يهودية في الرملة على السهل الساحلي، وتم دفنها هنا، مطلة على المدينة المقدسة. كتب أنه تم بناء كنيسة على التل مكرسة ومقدمة للقديس صموئيل من شيلوه. قد يشير هذا إلى كنيسة دير القديس صموئيل التي بناها سابقو البروستاتينات، وعاشوا بها من سنة 1141 إلى سنة 1244.
ريمون أغيلارز، الذي كتب تاريخ الحملة الصليبية الأولى (1096-1099)، يشير إلى أنه في صباح يوم 7 يونيو 1099، وصل الصليبيون إلى قمة النبي صموئيل، وعندما رأوا مدينة القدس، التي لم يروها من قبل، جثوا على الأرض وبكوا من الفرح. أطلق الصليبيون على القمة (الجبل) اسم «جبل البهجة» (في اللاتينية: Mons Gaudi، في الفرنسية: Mont de Joie)، لهذا السبب، قام الصليبيون ببناء قلعة على نفس الموقع، والتي دمرها المماليك في أوقات لاحقة.
حدد البعض الموقع على أنه موقع معبد جبعون الإنجيلي، على الرغم من أن الإجماع بين الخبراء يضعه الموقع في قرية الجيب.

## العصر الحديث

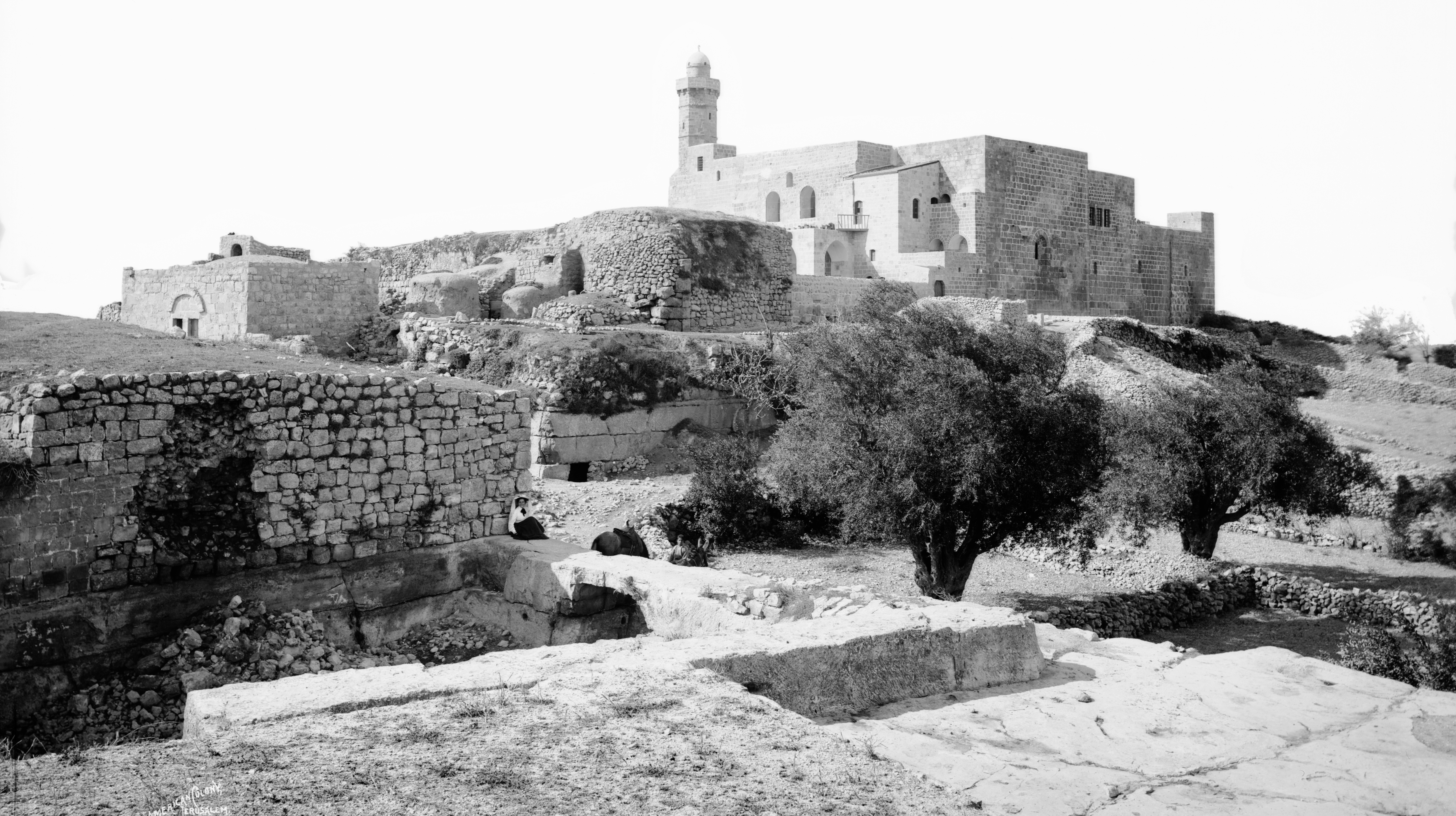
ضواحي القدس. المصفاة (النبي صموئيل).

بدأ اليهود بصرف جهودهم لتأسيس قرية في الموقع في عام 1890، سميت في الأصل باسم -الرامة- تيما باسم بلدة النبي صموئيل التوراتية، ثم تم نعتها باسم المجموعة التي اشترت الأراضي، 'نحلات يسرائيل'. على مدى السنوات الخمس التالية منذ ذلك التاريخ، فشلت كل المحاولات المختلفة لتحقيق الخطة بسبب العوائق البيروقراطية، ولكن في عام 1895، انضمت 13 عائلة يهودية يمنية إلى المجموعة ونجحت في المسعى، وقد بدأوا حتى بالانخراط في مجال الزراعة هناك

### الحرب العالمية الأولى
أعتبر موقع النبي صموئيل استراتيجي، وبالتالي كان موقع المعارك خلال حملة سيناء وفلسطين في عام 1917، وقد تضررت القرية بشدة من نيران المدفعية وتم التخلي عنها. أعيد تأهيلها بالإسكان والإستيطان بها في عام 1921، لكن الصعوبات المختلفة أدت إلى تفككها وتحللها مرة أخرى بعد عدد من السنوات. تضرر المسجد، الذي تم بناءه عام 1730، في المعركة التي وقعت بين البريطانيين والأتراك في عام 1917. وقد تم ترميمه في خلال الحرب العالمية الأولى.

### ما بعد الحرب العالمية الثانية
كان الموقع مسرحا مهمًا مرة أخرى في حرب 1948 ، وحرب 1967 ، واستخدمت مدفعية فيلق الجيش العربي الأردني هذا الموقع لقصف القدس، بالإضافة إلى كونه قاعدة للهجمات على حركة المرور اليهودية خلال معركة القدس.

### ما بعد 1967
يقع القبر، الموجود في المنطقة "ج" ، على الجانب الإسرائيلي من الجدار الإسرائيلي في الضفة الغربية بالقرب من مستوطنة جفعات زئيف. أصبحت منطقة النبي صموئيل ومناطق الحفريات والتنقيبات الأثرية المحيطة بها، جزءًا من حديقة وطنية. القرية الأصلية الواقعة على قمة التل لا تزال مأهولة بعشرين عائلة فلسطينية.
تقام الصلوات اليهودية والمسلمة عند القبر. حيث يزور العديد من اليهود المتدينين القبر في يوم 28 من ايار، وهي ذكرى وفاة النبي صموئيل.

## روابط خارجية
- أماكن الكتاب المقدس: Nebi Samwil
- الصور: عرب رانساك قبر صموئيل - 28 يناير 2007.
- israeltraveler.org
- القدس- الداخلون- guide.com